# 家族制度
家族制度（かぞくせいど）とは、家族の在り方を、法や慣習などの規範によって規定したものを指す。フリードリヒ・エンゲルスが『家族・私有財産・国家の起源』で明らかにしたように、財産や職業などを世襲する目的で制定されたものが多い。

## 概要

### 中国・朝鮮半島の家族制度
中国や朝鮮の家族制度は、父系の子孫の存続を目的とする。祖霊信仰が盛んに行なわれ、その人の父系で血のつながった子孫がいなければ祖霊信仰をやっても祖霊があの世で祭祀を受け取ることができないからである。女性は、結婚しても元の一族に所属し、その子孫の一族には所属しないため、日本でいう旧姓を名乗ることになる。また、祖霊信仰を絶やせば、祖霊から祟られる恐れがあるとして、ある王朝を滅ぼしても、その王室の祖霊信仰を行なう最小限の子孫を残すことが行なわれた。

### 日本の家族制度
江戸時代以前の日本では、儒教の影響が強い中国や朝鮮よりは家族制度が緩やかであり、強固な家族制度を有するのは、武家や公家に限られた。
明治時代に近代法体系を整備する過程で、庶民にも男系重視の家族制度（家制度）が採り入れられた。旧・民法下の家制度では、男系の子孫を存続させることを目的とし、母親よりも長男の地位が高かった。これは、武家や公家に限られた江戸時代以前の家制度を、全国民に拡大したものであった。
第二次世界大戦後に制定された日本国憲法では、結婚の在り方を「両性の合意のみに基づき」と規定し、男系の子孫の存続を目的とした家制度を否定した。
戦後、事実婚と呼ばれるものは、結婚の私的性格を重視し、家族の在り方を規範で規定されることを拒否したものだと言える。